# Кондзеровский, Пётр Константинович
Пётр Константинович Кондзеровский (22 июля 1869, Санкт-Петербург — 16 августа 1929, Париж) — русский генерал-лейтенант (22.10.1914).

## Биография
Образование получил во 2-м военном Константиновском училище. Из училища выпущен подпоручиком в лейб-гвардии Егерский полк. В 1895 году окончил Николаевской академии Генерального штаба. С 18 декабря 1897 года — обер-офицер для особых поручений при штабе 18-го армейского корпуса. С 13 октября 1898 по 13 октября 1899 отбывал стаж командира роты в лейб-гвардии Егерском полку.
С 21 октября 1899 до начала Первой мировой войны служил в Главном штабе: и. д. столоначальника (с 21.10.1899), младший делопроизводитель канцелярии Военно-ученого комитета (с 4.12.1901), начальник 4-го (с 4.12.1902) и 14-го (с 1.5.1903) отделений, член Хозяйственного комитета (3.2.1905-21.12.1906), начальник отделения (с 3.12.1904), и.д. помощника дежурного генерала (с 14.10.1907). 4.6.1908 назначен дежурным генералом Главного штаба.
При проведении мобилизации 19 июля 1914 года переведен на пост дежурного генерала при Верховном главнокомандующем. Оставался на этом посту при великом князе Николае Николаевиче и императоре Николае II.
После Февральской революции в числе других генералов потерял пост и 2 апреля 1917 года приказом Армии и Флоту был назначен членом Военного совета.
Верховный главнокомандующий генерал от инфантерии Михаил Алексеев в своем приказе от 20 мая 1917 г. № 304 писал:
Став во главе управления с первых же дней мобилизации, генерал Кондзеровский вынес на своих плечах всю сложную организацию многомиллионной русской вооруженной силы, боевая мощь которой во многом обязана его непрестанным трудам, выдающейся энергии и таланту.
Ведая личным составом армии, генерал Кондзеровский был всегда олицетворением принципа справедливости и горячим заступником за правое дело. Эта трудная обязанность дежурного генерала давалась Петру Константиновичу легко, благодаря особенностям его характера — редкой доступности и исключительной доброжелательности. Его имя пользовалось широкой популярностью в армии, а любовь и доверие его многочисленных подчиненных, его заботливость и всегда внимательное отношение к ним, в значительной степени облегчили переход частей Могилевского гарнизона к новому укладу войсковой жизни.
С грустью расставаясь с глубокоуважаемым Петром Константиновичем, считаю своим долгом службы принести ему искреннюю благодарность за его неутомимую работу в пользу родной армии.
Да поможет ему Бог остаться верным себе и до конца выполнить свой долг.

Родине нужны честные люди и выдающиеся работники, и я уверен, что богатый опыт, вынесенный им из трехлетней войны, послужит на пользу тому новому делу, к которому призывается Петр Константинович.
21 мая 1918 года уволен по распоряжению НКВД(?) В 1918 году перебрался с семьёй в Финляндию.
В 1918-19 годах — член Политического совещания при генерале Н. Н. Юдениче. Со 2 октября 1919 года — помощник главнокомандующего Северо-Западной армии по должности военного министра. Участвовал в заседаниях Северо-Западного правительства вместо Юденича. В письмах к Юденичу настаивал на том, чтобы Юденич вступил в непосредственное командование Северо-Западной армией. 28 ноября 1919 года Кондзеровский был назначен представителем Северо-Западной армии в Финляндии.
После поражения белых армий в 1920 году переехал из Гельсингфорса в Париж. Некоторое время работал в страховом обществе. Состоял в объединении Егерского полка и обществе ревнителей памяти Императора Николая II.
С 1925 года — начальник военной канцелярии великого князя Николая Николаевича. Занимался сбором сведений о находящихся в эмиграции генералах и полковниках.
Скончался 17 августа 1929 года. Похоронен на парижском кладбище Батиньоль.

## Сочинения
- В Ставке Верховного. Воспоминания дежурного генерала при Верховном Главнокомандующем. — Париж, 1967.
- Начало конца. Париж, рукопись.